# 村瀬誠
村瀬 誠（むらせ まこと、1949年3月22日 - ）は、日本の実業家、環境活動家。元東京都墨田区職員。
雨水利用の普及に努めたことが評価され、ドクター・スカイウォーター（雨水博士）、ドクター雨水と呼ばれる。

## 経歴
大阪市住吉区生まれ。1976年に千葉大学大学院薬学研究科修士課程修了後、墨田区職員となる。本所保健所在職中の1981年10月に台風による大雨のため両国や錦糸町で洪水が発生したことをきっかけに、洪水防止と水資源としての観点から雨水の利用を提案。両国国技館における雨水利用設備の設置に尽力するなど、雨水利用の推進を通じて区政に関わるようになる。1994年8月には、仲間のボランティアや同僚職員らの協力のもと世界初の雨水利用東京国際会議を区のイベントホールで開催し、実行委員会事務局長を務めた。1996年、東邦大学にて博士（薬学）を取得。論文の題は「環境保健活動現場における実践と政策研究  “雨水利用を中心として”」。2002年、「革新的雨水プロジェクト」と題して日本水大賞を受賞している。同年、「イノベイティブ雨水プロジェクト」と題して環境のノーベル賞と言われる「ロレックス賞」に応募し、準入賞している。2009年に退職後は、東京スカイツリーなど都市の雨水利用プロジェクトや、バングラデシュにおける雨水の貯水タンク設置等に関わっている。

## 人物

### 肩書き
- 株式会社天水研究所代表取締役
- 東邦大学薬学部客員教授
- NPO法人「雨水市民の会」理事（企画渉外委員長）
- 国際水協会雨水利用専門家グループ副座長
- バングラデシュ雨水フォーラムアドバイザー
- JICA・BOP雨水利用プロジェクトリーダー[1]

### その他
- 天水研究所のプロフィールによれば、愛称は「ドクトル天水」[1]。
- フランスの書籍「未来を変える世界の人々80人」の1人に選出されたことがある[5][14]。
- 静岡県在住。自宅にも雨水タンクを設置している[8]。
- 2003年に開催された第三回世界水フォーラムの「雨水利用」分科会において、「戦争のためのタンク（戦車）はいらない。平和のためのタンク（水槽）を」と訴えたという[18]。
- サインを頼まれると、「No More Tanks for War, Tanks for Peace（戦争なんかやめて平和になろう。Tanks（戦車）はいらない、雨水タンクを）」を書いているという[19]。
- 風の旅行社の「風カルチャークラブ」という講座において、「雨も溜めれば資源」と題して講師を務めた[20]。
- 政治家の加藤修一と治水対策などについて意見交換した[21]。
- 日本ビジュアル著作権協会の会員になっている[22]。

## 著書

### 単著
- 『環境シグナル : 現場で磨く感性と科学』 北斗出版 （1996年） ISBN 4938427842
- 『保健環境論』京都廣川書店 （2014）ISBN 9784906992355

### 共著
- 『都市の水循環』 日本放送出版協会 （1982年） ISBN 4140014288
- 『都市のゴミ循環』 日本放送出版協会 （1985年） ISBN 4140014849
- 『村瀬誠の自治体職員世直し志士論』 公人の友社 （1993年） ISBN 4875552017
- 『循環都市へのこころみ : 環境をいかに取り戻すか』 日本放送出版協会 （1994年） ISBN 4140017163
- 『やってみよう雨水利用 : まちをうるおすみんなの工夫』 北斗出版 （1995年） ISBN 4938427761
- 『環境時間 : モモと一緒に考えよう!』 同学社 （1999年） ISBN 4810205908
- 『雨の事典 : 空と海と大地をつなぐ』 北斗出版 （2001年） ISBN 4894740214
- 『雨を活かす : ためることから始める』 岩波書店 （2004年） ISBN 4007001049

### 記事
- 『道経塾』 モラロジー研究所 （2000年）
- 『環境会議』 宣伝会議 （2003年）
- 『河川』 日本河川協会 （2007年） ISSN 0287-9859
- 『CEL : Culture,energy and life』 大阪ガスエネルギー・文化研究所 （2009年）

### 論文
- 『環境保健活動現場における実践と政策研究 : 雨水利用を中心として』 東邦大学 （1996年）[11]

## 出演

### テレビ
- 『夢の扉 〜NEXT DOOR〜』 TBS （2008年6月15日放送）[23]

### ラジオ
- 『日曜喫茶室』 NHK-FM放送 （2003年6月8日放送）[24]
- 『SHARE SMAILE』 J-WAVE （2008年11月24日 ～ 2008年11月27日放送）[25][26][27][28]
- 『フロンティアーズ 〜明日への挑戦』 エフエム東京 （2009年7月18日放送）[5]